# Fenestraria
Genre
Fenestraria est un genre de plante succulentes de petite taille appartenant à la famille des Aizoaceae.
Ses feuilles se présentent comme de gros boutons et ont la particularité de se terminer par des tissus transparents qui justifient le nom du genre, ainsi que son appellation courante de "plante à fenêtre".
Elle est originaire de Namibie et du Namaqualand en Afrique du Sud, dans des régions désertiques sableuses avec moins de 100 mm de pluie par an.

## Description

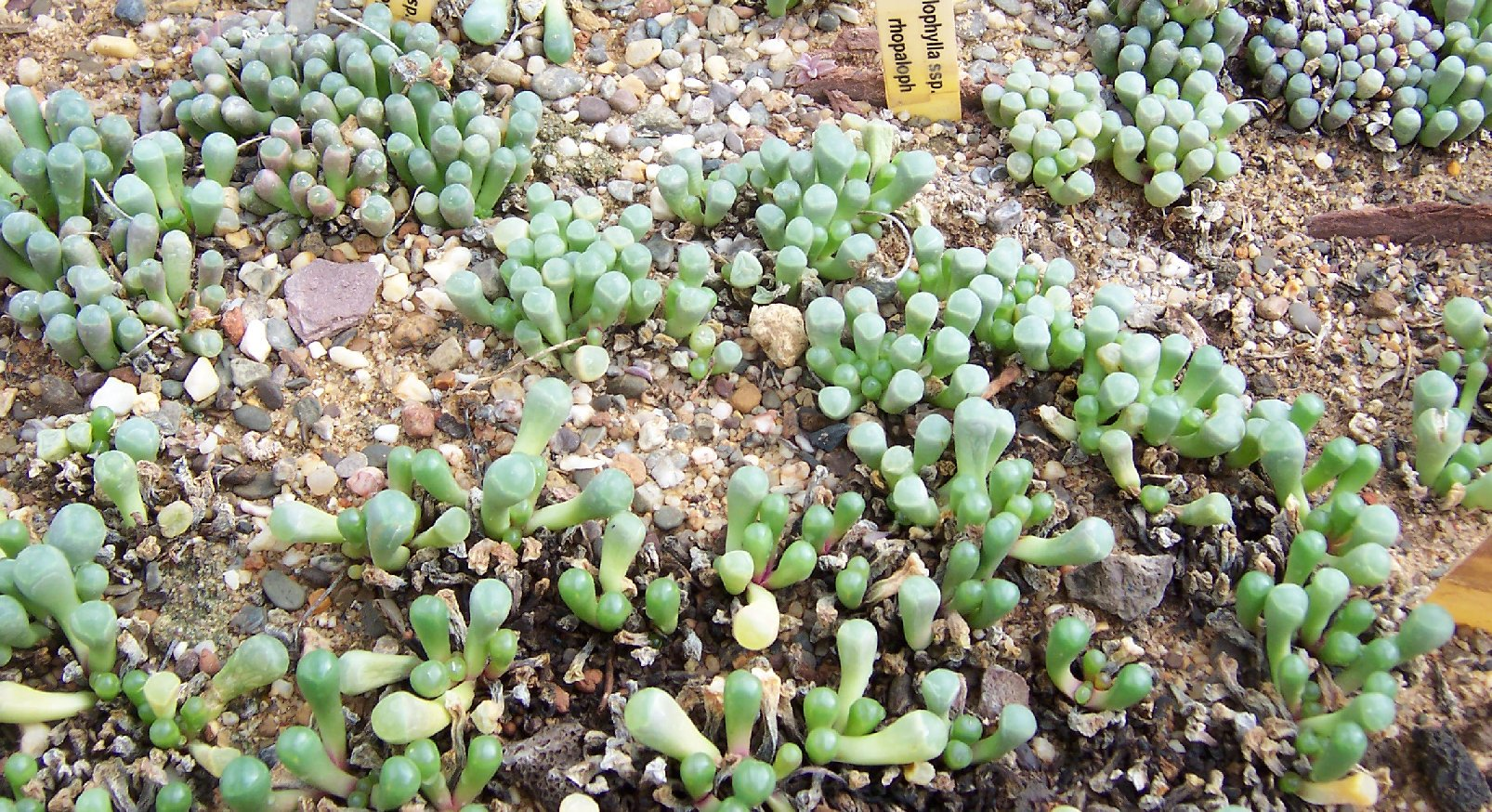
F. rhopalophylla rhopalophylla

Dans son habitat naturel avec une très forte exposition au soleil, la plante pousse semi-enterrée dans le sable. Seules émergent ces extrémités de feuilles pour filtrer les rayons du soleil et assurer la photosynthèse.
Certaines espèces d'Haworthia, telles que Haworthia cymbiformis présentent la même particularité.
F. rhopalophylla ressemble à Frithia pulchra, bien que ses feuilles soient un peu différentes et qu'elle porte des fleurs jaunes au lieu de roses.

## Sous espèces
- F. rhopalophylla subsp. rhopalophylla
- F. rhopalophylla subsp. aurantiaca (Synonyme F. aurantiaca)

## Liste d'espèces
Selon BioLib (28 décembre 2018) et Tropicos (28 décembre 2018) :
- Fenestraria aurantiaca N.E. Br.
- Fenestraria rhopalophylla N.E. Br.

Selon Catalogue of Life (28 décembre 2018), GRIN (28 décembre 2018), NCBI (28 décembre 2018) et The Plant List (28 décembre 2018) :
- Fenestraria rhopalophylla (Schltdl. & Diels) N.E.Br.